# Jacques a vu
Jacques a vu (Jacques heeft gezien) is een Belgische filmkomedie uit 2014, geschreven en geregisseerd door Xavier Diskeuve. De film ging op 5 oktober in première op het Festival international du film francophone de Namur.

## Verhaal
Brice en Lara installeren zich in een klein dorpje op het platteland in de Belgische Ardennen. Brice is bezig met een project om een groot Nederlands vakantieresort te bouwen. Maar zijn neef Jacques, een zwijgzame boer, heeft een aantal verschijningen gezien van de Maagd Maria. Dit zou weleens roet in het eten kunnen gooien en Brice doet er alles aan om deze zogenaamde verschijningen te ontkrachten. Maar zijn plannen en het leven in het dorpje veranderen radicaal wanneer ze een verrassend bericht krijgen van het Vaticaan.

## Rolverdeling
| Acteur            | Personage |
| ----------------- | --------- |
| Nicolas Buysse    | Brice     |
| François Maniquet | Jacques   |
| Christelle Cornil | Lara      |

## Prijzen en nominaties
De belangrijkste:
| Jaar | Prijs    | Categorie     | Genomineerde(n)   | Uitslag     |
| ---- | -------- | ------------- | ----------------- | ----------- |
| 2016 | Magritte | Beste actrice | Christelle Cornil | Genomineerd |